# ستورم كوين
ستورم كوين (بالإنجليزية: Storm Queen)‏ هو ملحن ومنتج أسطوانات ودي جيه أمريكي، ولد في القرن العشرين في نيوجيرسي في الولايات المتحدة.

## وصلات خارجية
- ستورم كوين على موقع ميوزك برينز (الإنجليزية)
- ستورم كوين على موقع ميوزك برينز (الإنجليزية)
- ستورم كوين على موقع ميوزك برينز (الإنجليزية)
- ستورم كوين على موقع أول ميوزيك (الإنجليزية)
- ستورم كوين على موقع ديسكوغز (الإنجليزية)
- ستورم كوين على موقع ديسكوغز (الإنجليزية)